# Hibbertia pholidota
Hibbertia pholidota är en tvåhjärtbladig växtart som beskrevs av Sally T. Reynolds. Hibbertia pholidota ingår i släktet Hibbertia och familjen Dilleniaceae. Inga underarter finns listade i Catalogue of Life.